# Hyphydrus birmanicus
Hyphydrus birmanicus – gatunek wodnego chrząszcza z rodziny pływakowatych, podrodziny Hydroporinae i plemienia Hyphydrini.

## Taksonomia
Gatunek opisany został w 1888 roku przez Maurice'a Auguste'a Régimbarta. Zaliczany jest do grupy gatunków signatus.

## Opis
Przednie krętarze samców z niewielkim wcięciem o ostrych krawędziach, symetryczne. Głowa samca z rejonem gęstej mikrorzeźby w części czołowej. Przednie i środkowe stopy samców jasne z ciemno zakończonym trzecim segmentem. Przedplecze ciemne z jasnymi, całkiem wąskimi obszarami po bokach. Pokrywy ciemne z obszarami jasno ubarwionymi. Ich punktowanie w części środkowej składa się z dwóch rodzajów punktów: duże są co najmniej dwukrotnie większe od drobnych. Penis ma wierzchołkowo-boczną kępkę włosków, w obrysie części przedniej widzianej z boku jest zakrzywiony i gwałtownie zwężony przy wierzchołku. W widoku grzbietowym płatki penisa nie są przedłużone zewnętrznie, wierzchołkowo. Wierzchołki płatków są wyraźnie odseparowane. Obrys boczny penisa w widoku grzbietowym zaokrąglony.

## Występowanie
Gatunek ten jest endemitem Birmy (Mjanmy).